# Okres Prostějov
Der Okres Prostějov (übersetzt mit Bezirk Proßnitz) ist eine Gebietskörperschaft im Olomoucký kraj in Tschechien. Die Okresy waren in etwa vergleichbar mit den Landkreisen in Deutschland, die Bezirksverwaltungen wurden zum 31. Dezember 2002 aufgelöst.

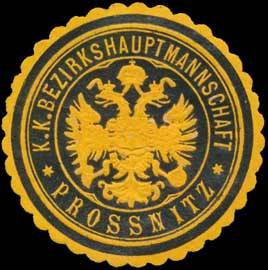
Siegelmarke C.K. Okresní hejtmanství v Prostějově / Bezirkshauptmannschaft Proßnitz

Der Bezirk liegt im Herzen Mährens südwestlich der Stadt Olmütz im Zentrum Nordmährens und umfasst den größten Teil der Hanna (Mähren). Im Okres Prostějov leben 108.717 Menschen (Stand 1. Januar 2023) in 97 Gemeinden (Obec). Von den 777 km² Fläche lassen sich 71 Prozent landwirtschaftlich nutzen, 20 Prozent sind bewaldet.
Der Okres entstand 1868 im Zuge der Reform der Verwaltungsgliederung. Das damals leitende Gremium des Okres, die Bezirkshauptmannschaft (tschechisch Okresní hejtmanství v Prostějově), saß in Prostějov.

## Sehenswürdigkeiten
Prostějovsko ist eine bedeutende touristische Region mit vielen historischen Denkmälern, wie
- Renaissanceschloss in Prostějov
- Schloss Plumlov im mauritischen Stil, erbaut in den 1680er Jahren
- Skalka mit seinen Heilquellen

## Städte und Gemeinden

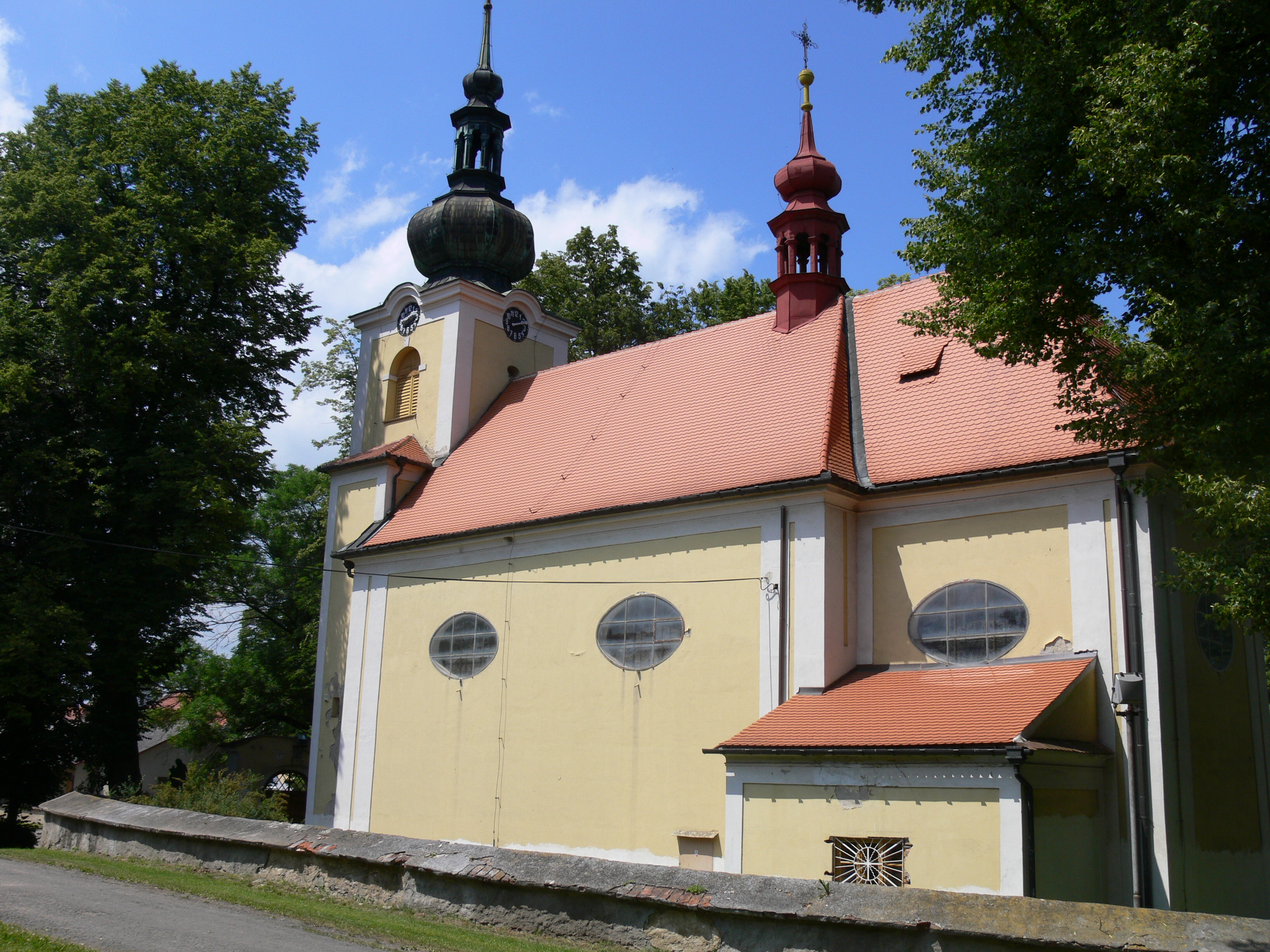
Georgskirche, Pivín

Alojzov (Aloisdorf) – Bedihošť (Bedihoscht) – Bílovice-Lutotín (Bilowitz-Lutotein) – Biskupice (Biskupitz) – Bohuslavice (Bohuslawitz) – Bousín (Bauschin) – Brodek u Konice (Deutsch Brodek) – Brodek u Prostějova (Prödlitz) – Březsko (Bries) – Budětsko (Budietsko) – Buková (Bukowa) – Čehovice (Tschehowitz) – Čechy pod Kosířem (Tschech) – Čelčice (Tscheltschitz) – Čelechovice na Hané (Tschelechowitz i.d. Hanna) – Dětkovice (Dietkowitz) – Dobrochov (Dobrochau) – Dobromilice (Dobromielitz) – Doloplazy (Doloplas) – Drahany (Drahan) – Dřevnovice (Drewnowitz) – Držovice (Dorschowitz) – Dzbel (Zbel) – Hačky (Haken) – Hluchov (Luchau) – Horní Štěpánov (Stefansdorf) – Hradčany-Kobeřice (Hradschan-Koberschitz) – Hrdibořice (Herdborschitz) – Hrubčice (Hrubschitz) – Hruška (Birndorf) – Hvozd (Hwost) – Ivaň (Eiwan) – Jesenec (Jessenetz) – Kladky (Rom) – Klenovice na Hané (Klenowitz i.d. Hanna) – Klopotovice (Klopotowitz) – Konice (Konitz) – Kostelec na Hané (Kosteletz i.d. Hanna) – Koválovice-Osíčany (Kowalowitz-Ositschan) – Kralice na Hané (Kralitz i.d. Hanna) – Krumsín – Laškov (Laschkau) – Lešany (Leschan) – Lipová (Linden) – Ludmírov (Ludmirau) – Malé Hradisko (Kleinradisch) – Mořice (Morschitz) – Mostkovice (Mostkowitz) – Myslejovice (Mislowitz) – Nezamyslice (Nesamislitz) – Němčice nad Hanou (Niemtschitz a.d. Hanna) – Niva (Hartmanitz) – Obědkovice (Obiedkowitz) – Ohrozim (Ochrosin) – Ochoz (Ochos) – Olšany u Prostějova (Olschan) – Ondratice (Ondratitz b. Prödlitz) – Otaslavice (Ottaslawitz) – Otinoves (Ottenschlag) – Pavlovice u Kojetína (Paulowitz b. Kojetein) – Pěnčín (Pientschin) – Pivín (Piwin) – Plumlov (Blumenau) – Polomí (Polom) – Prostějov (Proßnitz) – Prostějovičky (Kleinproßnitz) – Protivanov (Protiwanow) – Přemyslovice (Ulrichsdorf-Neustift) – Ptení (Ptin) – Raková u Konice (Großrakau) – Rakůvka (Kleinrakau) – Rozstání (Rostein) – Seloutky (Seloutek) – Skalka (Strerowitz) – Skřípov (Wachtl) – Slatinky (Kleinlatein) – Smržice (Smirschitz) – Srbce (Sirbitz) – Stařechovice (Starschechowitz) – Stínava (Stinau) – Stražisko (Straschisko) – Suchdol – Šubířov (Schubirow) – Tištín (Tischtin) – Tvorovice (Tworowitz) – Určice (Urtschitz) – Víceměřice (Witzmeritz) – Vícov (Wetzow) – Vincencov (Vincenzdorf) – Vitčice (Witschitz) – Vranovice-Kelčice (Weranowitz-Keltschitz) – Vrbátky (Weidenbusch) – Vrchoslavice (Wirchslawitz) – Vřesovice (Wresowitz) – Výšovice (Waischowitz) – Zdětín (Sdietin) – Želeč (Zeltsch)